# Железничка станица Бранешци
Железничка станица Бранешци је једна од железничких станица на прузи Београд—Бар. Налази се насељу Бранешци у општини Чајетина. Пруга се наставља у једном смеру ка Златибору и у другом према Сушици. Железничка станица Бранешци састоји се из 3 колосека.

## Повезивање линија
- Пруга Београд—Бар